# Gimnàstica als Jocs Olímpics d'estiu de 1924
Als Jocs Olímpics de 1924 celebrats a la ciutat de París (França) es disputaren nou proves de gimnàstica, totes elles en categoria masculina. Les proves es desenvoluparen a l'Estadi Olímpic de Colombes entre els dies 17 i 24 de juliol de 1924.

## Nacions participants
Participaren 72 gimnastes de nou nacions diferents:
| - Estats Units (8) - Finlàndia (8) - França (8) - Itàlia (8) - Iugoslàvia (8) | - Luxemburg (8) - Regne Unit (8) - Suïssa (8) - Txecoslovàquia (8) |

## Resum de medalles
| Prova                              | Or | Argent | Bronze |
| Concurs complet detalls            | Leon Štukelj | Robert Pražák | Bedřich Šupčík |
| Concurs complet per equips detalls | ItàliaLuigi Cambiaso · Mario Lertora · Vittorio Lucchetti · Luigi Maiocco · Ferdinando Mandrini · Francesco Martino · Giuseppe Paris · Giorgio Zampori | FrançaEugène Cordonnier · Léon Delsarte · François Gangloff · Jean Gounot · Arthur Hermann · André Higelin · Joseph Huber · Albert Séguin | SuïssaHans Grieder · August Güttinger · Jean Gutweninger · Georges Miez · Otto Pfister · Antoine Rebetez · Carl Widmer · Josef Wilhelm |
| Barra fixa detalls                 | Leon Štukelj | Jean Gutweninger | André Higelin |
| Barres paral·leles detalls         | August Güttinger | Robert Pražák | Giorgio Zampori |
| Cavall amb arcs detalls            | Josef Wilhelm | Jean Gutweninger | Antoine Rebetez |
| Anelles detalls                    | Francesco Martino | Robert Pražák | Ladislav Vácha |
| Salt sobre cavall detalls          | Frank Kriz | Jan Koutný | Bohumil Mořkovský |
| Salt sobre cavall lateral detalls  | Albert Séguin | Jean Gounot | no es concedí |
| Salt sobre cavall lateral detalls  | Albert Séguin | François Gangloff | no es concedí |
| Escalada de corda detalls          | Bedřich Šupčík | Albert Séguin | Ladislav Vácha |
| Escalada de corda detalls          | Bedřich Šupčík | Albert Séguin | August Güttinger |

## Medaller
| Posició | País           | Or | Argent | Bronze | Total |
| 1       | Suïssa         | 2  | 2      | 3      | 7     |
| 2       | Itàlia         | 2  | 0      | 1      | 3     |
| 3       | Iugoslàvia     | 2  | 0      | 0      | 2     |
| 4       | Txecoslovàquia | 1  | 4      | 4      | 9     |
| 5       | França         | 1  | 4      | 1      | 6     |
| 6       | Estats Units   | 1  | 0      | 0      | 1     |